# Morgan Eastwood
Morgan Eastwood (Los Ángeles, California, Estados Unidos, 12 de diciembre de 1996) es una actriz estadounidense, conocida principalmente por sus apariciones esporádicas en producciones dirigidas por su padre, el cineasta Clint Eastwood.

## Biografía
Morgan Eastwood es hija del actor y director Clint Eastwood y de la periodista Dina Ruiz. Es la menor de los hijos reconocidos de Clint Eastwood y tiene siete medios hermanos por parte de padre: Laurie Murray (n. 1954), Kimber Lynn Eastwood (n. 1964), Kyle Eastwood (n. 1968), Alison Eastwood (n. 1972), Scott Eastwood (n. 1986), Kathryn Eastwood (n. 1988) y Francesca Eastwood (n. 1993). Su nombre fue elegido en honor a su abuela materna.

## Carrera
Debutó en el cine en pequeños papeles en producciones dirigidas por su padre. Apareció brevemente en la película ganadora del Óscar Million Dollar Baby (2004) como "niña en el camión" y en Changeling (2008), donde interpretó a una niña en triciclo.
En 2012 participó junto a su familia en el programa de telerrealidad Mrs. Eastwood & Company, transmitido por E! Entertainment Television. La serie, de siete episodios, mostraba la vida cotidiana de Dina Ruiz, Morgan y Francesca Eastwood.